# Margaret Shapiro
Margaret Shapiro (Indianápolis, 30 de diciembre de 1976) es una deportista estadounidense que compitió en triatlón. Ganó una medalla de bronce en el Campeonato Panamericano de Triatlón de 2012.

## Palmarés internacional
| Campeonato Panamericano | Campeonato Panamericano | Campeonato Panamericano | Campeonato Panamericano |
| Año                     | Lugar                   | Medalla                 | Prueba                  |
| ----------------------- | ----------------------- | ----------------------- | ----------------------- |
| 2012                    | La Paz (Argentina)      | Medalla de bronce       | Individual              |